# Everything in Time
Albums de No Doubt
Boom Box
(2003) Push And Show
(2012)
Everything in Time est la troisième compilation du groupe américain de rock alternatif No Doubt sorti en 2004.

## Liste des chansons
| No  | Titre                  | Durée |
| --- | ---------------------- | ----- |
| 1.  | Big Distraction        | 3:52  |
| 2.  | Leftovers              | 4:29  |
| 3.  | Under Construction     | 3:12  |
| 4.  | Beauty Contest         | 4:14  |
| 5.  | Full Circle            | 4:34  |
| 6.  | Cellophane Boy         | 2:53  |
| 7.  | Everything in Time     | 3:27  |
| 8.  | You're So Foxy         | 3:40  |
| 9.  | Panic                  | 3:09  |
| 10. | New Friend             | 4:34  |
| 11. | Everything in Time     | 3:59  |
| 12. | Sailin' On             | 3:35  |
| 13. | Oi to the World        | 2:41  |
| 14. | I Throw My Toys Around | 3:00  |
| 15. | New & Approved         | 6:20  |
| 16. | A Real Love Survives   | 3:50  |
| 17. | A Rock Steady Vibe     | 4:17  |